# Heinz Delam
Heinz Delam Lagarde (Bordeus, 1950) és un novel·lista espanyol.

## Biografia
Fill de mare espanyola i pare alemany, va repartir la seva infància entre diversos països: França, Alemanya i Espanya. Va viure fins als set anys a França, i del 1957 al 1962 a Espanya. Als dotze anys va fer el salt definitiu que el convertiria en nòmada, quan es va traslladar amb la seva família a l'acabat d'independitzat Congo Belga (després anomenat Zaire i en l'actualitat República Democràtica del Congo). Allí va romandre durant deu llargs anys que canviarien la seva visió de món i fins a la seva manera d'enfocar la vida; es va contagiar dels misteris i meravelles de la pròpia naturalesa i de les històries narrades pels ancians, gairebé sempre de nit i al voltant de la foguera, en alguna poblet remot i sense nom. Ja a Espanya, la seva inesgotable afició a la lectura i l'evocació d'aventures viscudes es van fondre en una sèrie de relats que conviden al lector a submergir-se en un món de sensacions noves, a cavall entre una realitat desconeguda i una fantasia sorprenent.

## Obres
- La maldición del brujo-leopardo (1995, Editorial Bruño)
- La selva prohibida (1997, Editorial Bruño)
- Likundú (1999, Editorial Bruño)
- La sima del Diablo (2002, Editorial Alfaguara)
- Mundo Arcano (2005, Editorial SM)
- La noche de las hienas (2006, Editorial Bruño)
- La sima del Diablo (2014, Editorial Alfaguara)
- La casa de los sueños olvidados (2015, Editorial Edelvives)